# Manganeses de la Polvorosa
Manganeses de la Polvorosa es un municipio y localidad española de la provincia de Zamora, en la comunidad autónoma de Castilla y León.
Situado en la zona norte de la provincia de Zamora, dentro de la comarca de Benavente y Los Valles, cuenta con una superficie de 16,37 km² y, según datos del padrón municipal 2024 del INE, cuenta con una población de 641 habitantes. De entre el patrimonio de este municipio, destaca su iglesia románica y el importante yacimiento de El Pesadero del que se destaca su cronología del siglo VII a. C. y, posteriormente, de época astur y romana.

## Topónimo
Manganeses es un topónimo que ha sido relacionado con el despoblado leonés de Manganes (también Maganes en la documentación medieval), situado en el alfoz de Mansilla de las Mulas. En este sentido, nos indica que esta localidad fue repoblada por oriundos de la citada localidad leonesa, existiendo documentos medievales que recogen las relaciones patrimoniales y clientelares que existieron entre ambas localidades. Frente a esta opinión, otros autores indican que Manganeses deriva de una repoblación de mozárabes del Reino de Toledo, originarios de Magán, localidad que tuvo cierta importancia en época califal. Otros relacionan el topónimo con Maganes, una parroquia del concejo asturiano de Cangas del Narcea (España). También se ha vinculado Manganeses con el étimo  antroponímico de Maga o Maganus que algunos consideran nombre latino y otros germánico de los que podrían derivar los nombres de las localidades portuguesas de Magães, el Magaz leonés, y en el propio Magán toledano.
En cuanto al determinativo "Polvorosa", este proviene de la designación de la merindad en la que este municipio estuvo integrado durante la Edad Media. A su vez, se alude directamente a la condición del terreno sobre el que se asienta esta localidad y que se hace derivar del vocablo latino pulvis, con significado de polvo, más el sufijo abundancial osus, lo que daría lugar a “lugar polvoriento”, en leonés “polvazal”.

## Ubicación
Se encuentra situado en la zona norte de la provincia de Zamora, dentro de la comarca de Benavente y Los Valles. Está bien comunicado gracias a la autovía A-52 y a su cercana intersección con la A-6. Al noreste de la localidad se localiza la desembocadura del río Eria en el río Órbigo.

## Historia

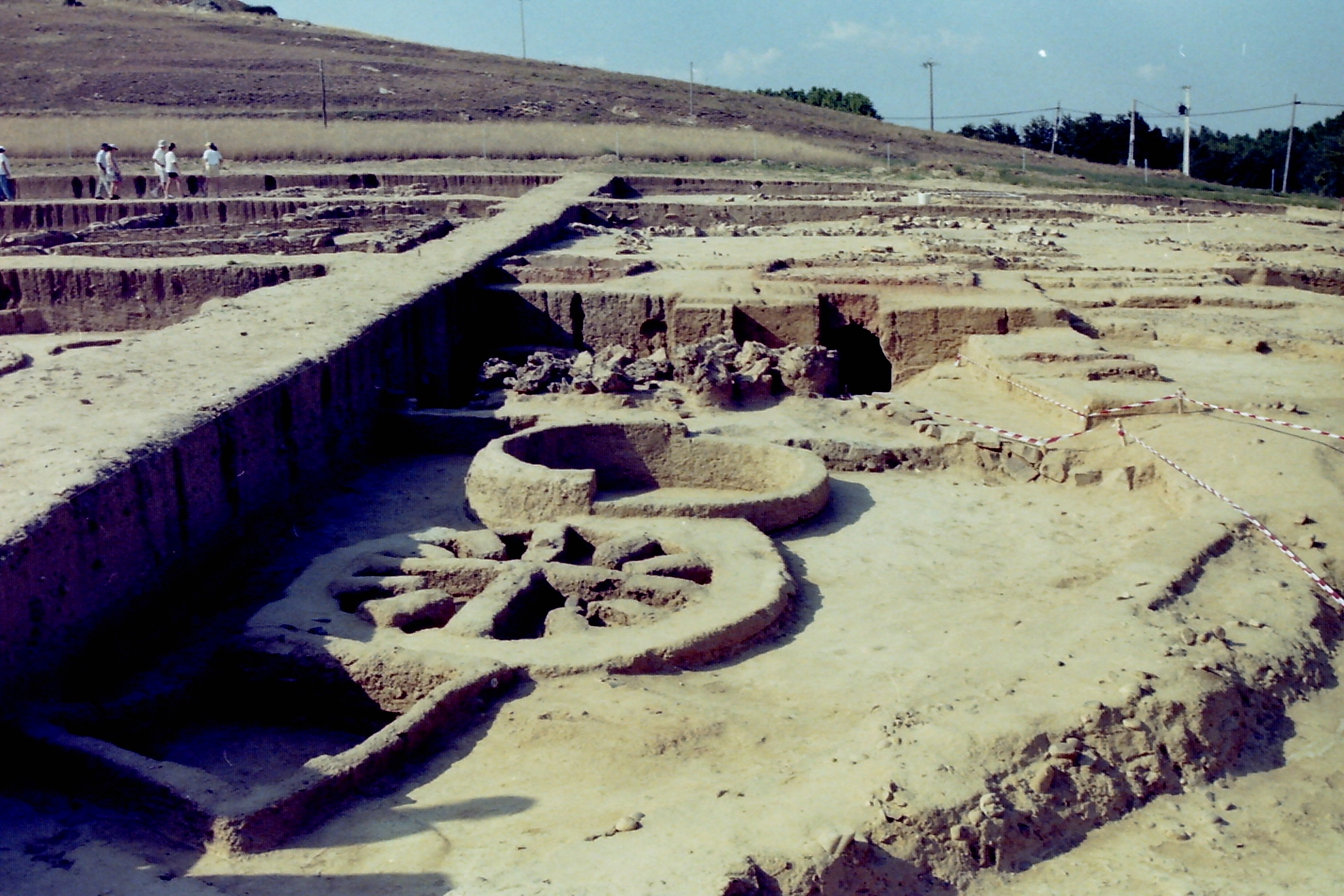
Yacimiento de La Corona-El Pesadero.

Manganeses cuenta con uno de los más antiguos yacimientos arqueológicos de la zona, situado en el paraje de "El Pesadero", hoy cubierto, considerado por algunos expertos del siglo VII a. C., aunque también muestra restos de épocas posteriores como astures y romanos. Estos restos han sido puestos en valor mediante la creación de un aula arqueológica en la que es posible ver un recorrido de nueve siglos de existencia de este asentamiento, con la recreación de viviendas o un taller alfarero de la época romana.
Ya en la Edad Media, la historia de Manganeses de la Polvorosa también está ligada a la victoria de los ejércitos de Alfonso III el Magno sobre las tropas musulmanas en la batalla de la Polvorosa en el año 878. Este hecho histórico resultó decisivo para la posterior repoblación de la localidad, que quedó integrada en el Reino de León.
Posteriormente, en la Edad Moderna, Manganeses fue una de las localidades que se integraron en la provincia de las Tierras del Conde de Benavente y dentro de esta en la Merindad de la Polvorosa y la receptoría de Benavente.
No obstante, al reestructurarse las provincias y crearse las actuales en 1833, la localidad pasó a formar parte de la provincia de Zamora, dentro de la Región Leonesa, quedando integrada en 1834 en el partido judicial de Benavente.

## Geografía humana

### Demografía
Cuenta con una población de 641 habitantes (INE 2024).
| Gráfica de evolución demográfica de Manganeses de la Polvorosa entre 1842 y 2021                                      |
| |
| Población de derecho según los censos de población del INE. Población de hecho según los censos de población del INE. |

## Símbolos
La comisión de gobierno de la Diputación de Zamora, en sesión de 26 de noviembre de 1997, adoptó el acuerdo por el que se aprueba el escudo heráldico y la bandera del municipio de Manganeses de la Polvorosa, quedando blasonados de la siguiente forma:

Escudo: Partido, primero de plata, rama de palma de gules, segundo de gules Torre de Iglesia surmontada de cabeza de cabra, todo de plata. Al timbre Corona Real Cerrada.
Bandera: Rectangular, de proporciones 2:3 formada por un paño blanco con una rama de palma roja y dos triángulos rojos que tienen por vértice común el ángulo inferior del asta y por extremos el punto medio de la parte superior u el punto medio del batiente.

## Patrimonio
Además de su iglesia parroquial, Manganeses de la Polvorosa tiene entre sus riquezas, el yacimiento de La Corona-El Pesadero, donde se documentó un importante asentamiento desde el siglo VII a. C. y cuyos restos han sido puestos en valor mediante la creación de un aula arqueológica en la que es posible ver un recorrido de nueve siglos de existencia de este asentamiento, con la recreación de viviendas o un taller alfarero de la época romana.

## Fiestas
A principios de la década de 1990 estalló una polémica a raíz de una fiesta tradicional del pueblo llamada «salto de la cabra», en la cual los quintos del pueblo tiraban una cabra desde el campanario a una lona sujetada por los mozos del pueblo. La polémica que despertó el tema en los medios de comunicación hizo que el alcalde prohibiera la fiesta en 2002; esta fiesta sigue celebrándose cada año a finales de enero por san Vicente Mártir, aunque la cabra ya no se lance del campanario y solo se pasee por el pueblo con los quintos, limitándose a tirar desde la torre una cabra de cartón piedra.